# Cydia pyrivora
Cydia pyrivora is een vlinder uit de familie bladrollers (Tortricidae). De wetenschappelijke naam is voor het eerst geldig gepubliceerd in 1947 door Danilevsky.
De soort komt voor in Europa.